# Hugo Burghauser
Hugo Franz Robert August Burghauser (* 27. Februar 1896 in Wien; † 9. Dezember 1982 in New York City) war ein österreichischer Fagottist, der in die USA emigrieren musste.

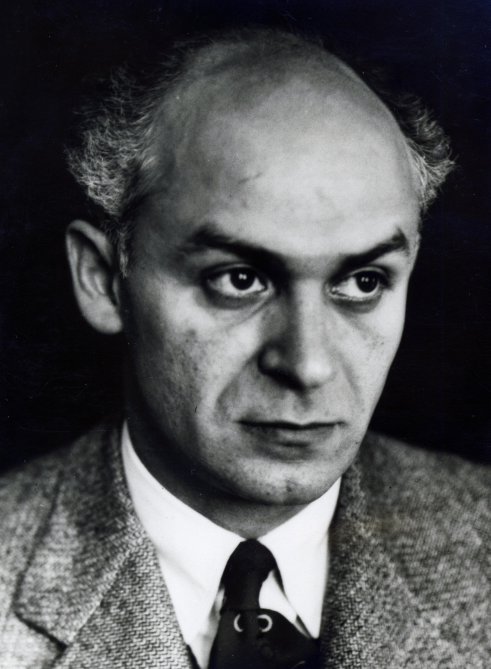
Aufnahme von Max Fenichel

## Leben
Burghauser war Sohn einer italienischen Mutter und eines sudetendeutschen Vaters. In Wien studierte er an der k.u. k. Akademie für Musik. Nach dem Militärdienst wurde er 1919 Mitglied der Wiener Philharmoniker und 1932 deren Vorstand. 1937 erhielt er eine Professur für Fagott an der Musikakademie. Nach dem Anschluss Österreichs verlor er aus politischen Gründen seine Ämter und ging am 12. September 1938 ins Exil, zunächst nach Kanada, dann in die USA. Dort wurde er 1941 Mitglied des NBC Symphony Orchestra in New York, das von Arturo Toscanini, mit dem er befreundet war, geleitet wurde. 1943 bis 1965 war er Mitglied im Orchester der Metropolitan Opera.
Burghauser war 1920 bis 1925 mit der Schauspielerin Lilly Dillenz geb. Hollitzer und seit 1934 mit der Ballettmeisterin der Wiener Staatsoper Margherita Wallmann verheiratet, lebte zur Zeit seiner Flucht aus Österreich jedoch bereits in Scheidung.
Richard Strauss widmete 1947 sein Duett-Concertino für Klarinette und Fagott „Hugo Burghauser, dem Getreuen“.